# The Mountain Won’t Move
The Mountain Won't Move ist ein Dokumentarfilm, der in den Bergen der Šar Planina von Nordmazedonien unter der Regie von Petra Seliškar entstand. Er feierte seine Weltpremiere beim Internationalen Dokumentarfilmfestival Visions du Réel in Nyon und war auf dem 40. Internationalen Dokumentarfilmfestival München 2025 zu sehen, wo er für den SOS-Kinderdörfer-Preis nominiert war.

## Handlung
The Mountain Won’t Move zeigt das Leben in einer einsamen Berggegend. Dort halten sich die Schaf-, Ziegen- und Kuhherden einer Familie auf, die von deren acht- bis zwanzig Jahre alten Söhnen bewacht und beaufsichtigt werden. Der 20-jährige Zarif, von den jüngeren Brüdern „Direktor“ genannt, ersetzt ihnen weit weg von Zuhause den Vater. Er führt sie in die richtige Art des Hütens ein und hält Kontakt zu dem jüngeren Zani, der an einer bewaldeten Stelle, unterhalb der Schaf- und Ziegenherden, die Kühe der Familie ganz allein versorgt und mit seinen Hunden hütet. In ihrer Freizeit beschäftigen sich die Jungen mit dem Handy des Ältesten, auf dem sie spielen, oder sie unterhalten sich. Lediglich auf der Bergspitze gibt es ein Signal zum Telefonieren, weshalb Zarif immer wieder dort ist, um mit seinem Bruder Zani zu sprechen. Der Film zeigt, wie sich die Brüder ohne den Komfort von fließendem Wasser und Elektrizität unter sehr einfachen Bedingungen in einer Berghütte selbst versorgen, kochen, schlachten, Geschirr spülen, die Tiere melken, Käse herstellen und ihre Hunde füttern. Ihre Hunde spielen eine wichtige Rolle in ihrem Alltag, da die großen Vierbeiner zum Schutz vor Wölfen unverzichtbar sind, beim Hüten helfen und treue Verbündete sind. 
Während ihrer Arbeitspausen rauchen die älteren Brüder. Auch der sehr viel kleinere Basri probiert eine Zigarette in ihrer Hütte, die Platz für die vier Brüder bietet, in der sie schlafen und essen. Der Dokumentarfilm begleitet nicht nur die Menschen in dieser einsamen Gegend, sondern porträtiert auch die verschiedenen Tiere, neben hunderten von Schafen und Ziegen, auch die Hütehunde, die Kühe, kleine Nagetiere und Insekten, die in Nahaufnahmen gezeigt werden. Eine wichtige Rolle spielt außerdem die karge Landschaft und das Wetter in dem Film. Bilder der Schatten werfenden Wolken und des Sternenhimmels scheinen das einsame Leben der Brüder zu umrahmen.
In den Unterhaltungen der Kinder und jungen Männer wird klar, dass ihre Zukunft ungewiss ist. So senkt sich der Wasserpegel ihrer Quelle und es wird schwieriger, die vielen Tiere zu tränken. Außerdem spielt einer der Brüder mit dem Gedanken, das Hüten aufzugeben und an einem anderen Ort Arbeit zu finden. Nicht zuletzt auch weil man, wie Zarif feststellt, bei Frauen nur Erfolg als Autobesitzer habe, nicht wie er als Eselbesitzer. Zekir, der zweitälteste 16-jährige Bruder, zieht dann eines Tages mit zwei Maultieren bergab, um woanders sein Glück zu suchen. Zarif, der dem Bergleben verbunden ist, fragt sich, wer in den Bergen bleiben wird. Er meint, sie gehören zu den Letzten, die diese Arbeit noch kennen.
Eine der letzten Filmeinstellungen zeigt Zani, der die Kühe hütet und ab und zu Besuch von einem Mädchen bekommt, das ihn mit Essen versorgt. Zani sitzt einsam auf einem Felsen und scheint Tränen wegzuwischen, während in der Ferne eine Siedlung zu sehen ist.

## Produktion
Die Regisseurin Petra Seliškar kann auf eine Reihe international bekannter Dokumentarfilme zurückblicken. Für The Mountain Won’t Move schrieb sie auch das Drehbuch. Hinter der Kamera stand Brand Ferro, der stets mit Petra Seliškar zusammenarbeitet und mit ihr die Filmproduktionsfirma Peter Pan Film Productions für Dokumentarfilme betreibt. Der Film wird von der Musik des slowenischen Komponisten Iztok Koren untermalt. Sie füge sich „unaufdringlich in die Glocken der Schafe und das Rauschen des Windes ein“, wie eine Kritikerin es ausdrückte.

## Rezeption
Besonders gelobt wurde die Arbeit von Petra Seliškar, da sie ihre Protagonisten mit einem Minimum an Einmischung, Beurteilung und Manipulation filmte.
Astra Zoldone betonte in moderntimes.review, dass dieser Dokumentarfilm etwas im Westen größtenteils verloren Gegangenes zeige: Harmonie im Umgang mit der Natur und vorhandene Zeit. Sie schrieb weiter: „The spectator is not following an exciting classical narrative; instead, they are invited to experience life in the mountains similarly to the protagonists—sensing the gradual passing of time, the serenity of nature and its sounds, and the atmosphere of calm—a glimpse of a vanishing world.“ (Der Zuschauer folgt keiner spannenden klassischen Erzählung, sondern wird eingeladen, das Leben in den Bergen ähnlich wie die Protagonisten zu erleben – das allmähliche Vergehen der Zeit, die Ruhe der Natur und ihrer Geräusche und die Atmosphäre der Stille zu spüren – ein Blick auf eine verschwindende Welt.).
Carmen Gray pries den Dokumentarfilm als einfühlsam und führte auf thefilmverdict.com weiter aus: „With an endearing, earthy honesty and gentle eye for ironic humour, the director is able to bring a freshness to the timeworn theme of the clash between tradition and a rapidly changing global reality, as she invites us into a lesser-known corner of Southeast Europe.“ (Mit einer liebenswerten, erdverbundenen Ehrlichkeit und einem feinen Gespür für ironischen Humor gelingt es der Regisseurin, dem altbekannten Thema des Zusammenstoßens zwischen Tradition und einer sich rasch verändernden globalen Realität eine neue Frische zu verleihen, indem sie uns in eine weniger bekannte Ecke Südosteuropas einlädt.).
Aurelie Geron hob besonders hervor, dass The Mountain Won’t Move die Bindung der Schäfer zur Natur und ihrer Umwelt und die Einsamkeit, die damit verbunden ist, darstelle. Sie meinte, „With grace and sensitivity, the director captured the fleeting presence of men in these timeless and majestic mountain landscapes ...“ (Mit Anmut und Sensibilität hat die Regisseurin die flüchtige Präsenz des Menschen in diesen zeitlosen und majestätischen Berglandschaften eingefangen).